# 6556 Arcimboldo
6556 Arcimboldo (1989 YS6) là một tiểu hành tinh vành đai chính được phát hiện ngày 29 tháng 12 năm 1989 bởi A. Mrkos ở Klet.